# Campeonato sub-19 de la AFC 2010
El Campeonato Sub-19 de la AFC de 2010 fue un torneo de fútbol para jugadores menores de 19 años, con sede en Zibo, China celebrado entre el 2 y el 17 de octubre de 2010.
El torneo organizado por la Confederación Asiática de Fútbol, de este torneo salen los equipos que irán a la Copa Mundial de Fútbol Sub-20 de 2011 a realizarse en Colombia, entregando cuatro cupos para el Mundial correspondientes a los cuatro semifinalistas.

## Sedes
| Ciudad | Estadio                            | Capacidad |
| ------ | ---------------------------------- | --------- |
| Zibo   | Estadio de Deportes Centro de Zibo | 45.000    |
| Linzi  | Estadio de Linzi                   | 14.000    |

## Equipos participantes
| - Australia - Baréin - China - Irán | - Irak - Japón - Jordania - Corea del Norte | - Corea del Sur - Arabia Saudita - Siria - Tailandia | - UAE - Uzbekistán - Vietnam - Yemen |

## Resultados

### Primera fase

#### Grupo A
| Equipo         | Pts | PJ | PG | PE | PP | GF | GC | Dif |
| -------------- | --- | -- | -- | -- | -- | -- | -- | --- |
| China          | 7   | 3  | 2  | 1  | 0  | 6  | 2  | 4   |
| Arabia Saudita | 6   | 3  | 2  | 0  | 1  | 3  | 3  | 0   |
| Siria          | 3   | 3  | 1  | 0  | 2  | 1  | 3  | -2  |
| Tailandia      | 1   | 3  | 0  | 1  | 2  | 1  | 3  | -2  |

| 3 de octubre de 2010 | China                            | 3:1 (2:1) | Arabia Saudita             | Estadio de Deportes Centro de Zibo, Zibo |                                 |
|                      | Tan Tiancheng 3' Wu Lei 14', 65' |           | Mohammed Yahya Majrashi 9' | Asistencia: 31.000 espectadores          | Asistencia: 31.000 espectadores |

| 3 de octubre de 2010 | Tailandia | 0:1 (0:0) | Siria             | Estadio de Deportes Centro de Zibo, Zibo |                                 |
|                      |           |           | Radwan Qalaji 71' | Asistencia: 20.100 espectadores          | Asistencia: 20.100 espectadores |

| 5 de octubre de 2010 | Arabia Saudita | 1:0 (0:0) | Tailandia | Estadio de Deportes Centro de Zibo, Zibo |                                |
|                      | Dagriri 80+3   |           |           | Asistencia: 5.000 espectadores           | Asistencia: 5.000 espectadores |

| 5 de octubre de 2010 | Siria | 0:2 (0:1) | China             | Estadio de Deportes Centro de Zibo, Zibo |                                 |
|                      |       |           | J.D.Jin 4', 90+4' | Asistencia: 23.000 espectadores          | Asistencia: 23.000 espectadores |

| 7 de octubre de 2010 | China        | 1:1 (0:1) | Tailandia   | Estadio de Deportes Centro de Zibo, Zibo |                                 |
|                      | J.R. Zhu 75' |           | Pattana 35' | Asistencia: 23.000 espectadores          | Asistencia: 23.000 espectadores |

| 7 de octubre de 2010 | Siria | 0:1 (0:1) | Arabia Saudita | Estadio de Linzi, Linzi         |                                 |
|                      |       |           | Al-Fahmi 41'   | Asistencia: 10.315 espectadores | Asistencia: 10.315 espectadores |

#### Grupo B
| Equipo          | Pts | PJ | PG | PE | PP | GF | GC | Dif |
| --------------- | --- | -- | -- | -- | -- | -- | -- | --- |
| Uzbekistán      | 9   | 3  | 3  | 0  | 0  | 4  | 0  | 4   |
| Corea del Norte | 6   | 3  | 2  | 0  | 1  | 5  | 1  | 4   |
| Baréin          | 3   | 3  | 1  | 0  | 2  | 2  | 4  | -2  |
| Irak            | 0   | 3  | 0  | 0  | 3  | 1  | 7  | -6  |

| 3 de octubre de 2010 | Uzbekistán | 1:0 (0:0) | Corea del Norte | Estadio de Linzi, Linzi         |  |
|                      |            |           |                 | Asistencia: 10.112 espectadores |  |

| 3 de octubre de 2010 | Iraq | 1:2 (0:0) | Baréin | Estadio de Linzi, Linzi        |  |
|                      |      |           |        | Asistencia: 8.230 espectadores |  |

| 5 de octubre de 2010 | Corea del Norte | 3:0 (2:0) | Iraq | Estadio de Linzi, Linzi        |  |
|                      |                 |           |      | Asistencia: 8.120 espectadores |  |

| 5 de octubre de 2010 | Baréin | 0:1 (0:1) | Uzbekistán | Estadio de Linzi, Linzi        |  |
|                      |        |           |            | Asistencia: 7.865 espectadores |  |

| 7 de octubre de 2010 | Uzbekistán | 2:0 (1:0) | Iraq | Estadio de Deportes Centro de Zibo, Zibo |  |
|                      |            |           |      | Asistencia: 3.000 espectadores           |  |

| 7 de octubre de 2010 | Baréin | 0:2 (0:0) | Corea del Norte | Estadio de Linzi, Linzi         |  |
|                      |        |           |                 | Asistencia: 11.270 espectadores |  |

#### Grupo C
| Equipo                 | Pts | PJ | PG | PE | PP | GF | GC | Dif |
| ---------------------- | --- | -- | -- | -- | -- | -- | -- | --- |
| Japón                  | 9   | 3  | 3  | 0  | 0  | 9  | 1  | 8   |
| Emiratos Árabes Unidos | 4   | 3  | 1  | 1  | 1  | 5  | 2  | 3   |
| Vietnam                | 3   | 3  | 1  | 0  | 2  | 2  | 9  | -7  |
| Jordania               | 1   | 3  | 0  | 1  | 2  | 1  | 5  | -4  |

| 4 de octubre de 2010 | Emiratos Árabes Unidos | 1:2 (0:0) | Japón                             | Estadio de Deportes Centro de Zibo, Zibo |                                |
|                      | Khalil 90'             |           | Adan Rashid 53' (ag) Ibusuki 90+1 | Asistencia: 5.000 espectadores           | Asistencia: 5.000 espectadores |

| 4 de octubre de 2010 | Vietnam | 2:1 (0:1) | Jordania | Estadio de Deportes Centro de Zibo, Zibo |  |
|                      |         |           |          | Asistencia: 9.800 espectadores           |  |

| 6 de octubre de 2010 | Japón                         | 4:0 (2:0) | Vietnam | Estadio de Deportes Centro de Zibo, Zibo |                                |
|                      | Musaka 8' Usami 47', 77', 90' |           |         | Asistencia: 8.000 espectadores           | Asistencia: 8.000 espectadores |

| 6 de octubre de 2010 | Jordania | 0:0 | Emiratos Árabes Unidos | Estadio de Deportes Centro de Zibo, Zibo |  |
|                      |          |     |                        | Asistencia: 2.000 espectadores           |  |

| 8 de octubre de 2010 | Emiratos Árabes Unidos | 4:0 (2:0) | Vietnam                                 | Estadio de Deportes Centro de Zibo, Zibo |                                 |
|                      |                        |           | Khalil 6', 23', 27' Abdulrahman 77' (p) | Asistencia: 20.000 espectadores          | Asistencia: 20.000 espectadores |

| 8 de octubre de 2010 | Jordania | 0:3 (0:0) | Japón                      | Estadio de Linzi, Linzi        |                                |
|                      |          |           | Nagai 49', 83' Ibusuki 76' | Asistencia: 4.728 espectadores | Asistencia: 4.728 espectadores |

#### Grupo D
| Equipo        | Pts | PJ | PG | PE | PP | GF | GC | Dif |
| ------------- | --- | -- | -- | -- | -- | -- | -- | --- |
| Australia     | 7   | 3  | 2  | 1  | 0  | 7  | 1  | 6   |
| Corea del Sur | 7   | 3  | 2  | 1  | 0  | 3  | 0  | 3   |
| Irán          | 3   | 3  | 1  | 0  | 2  | 2  | 5  | -3  |
| Yemen         | 0   | 3  | 0  | 0  | 3  | 1  | 7  | -6  |

| 4 de octubre de 2010 | Corea del Sur                       | 2:0 (1:0) | Irán | Estadio de Linzi, Linzi        |                                |
|                      | Ji Dong-Won 39' Jung Seung-yong 54' |           |      | Asistencia: 9.280 espectadores | Asistencia: 9.280 espectadores |

| 4 de octubre de 2010 | Australia                                                                   | 4:1 (3:1) | Yemen          | Estadio de Linzi, Linzi        |                                |
|                      | Kofi Danning 14' Kerem Bulut 26' (p) Dylan McGowan 30' Matthew Fletcher 83' |           | Al Baidhani 3' | Asistencia: 8.432 espectadores | Asistencia: 8.432 espectadores |

| 6 de octubre de 2010 | Irán | 0:3 (0:1) | Australia | Estadio de Linzi, Linzi        |  |
|                      |      |           |           | Asistencia: 8.761 espectadores |  |

| 6 de octubre de 2010 | Yemen | 0:1 (0:1) | Corea del Sur | Estadio de Linzi, Linzi        |  |
|                      |       |           |               | Asistencia: 9.037 espectadores |  |

| 8 de octubre de 2010 | Corea del Sur | 0:0 | Australia | Estadio de Deportes Centro de Zibo, Zibo |  |
|                      |               |     |           | Asistencia: 15.000 espectadores          |  |

| 8 de octubre de 2010 | Yemen | 0:2 (0:1) | Irán | Estadio de Linzi, Linzi        |  |
|                      |       |           |      | Asistencia: 6.746 espectadores |  |

### Segunda fase
|  | Cuartos de final       | Cuartos de final |               |                 | Semifinales   | Semifinales   |  |                 | Final         | Final         |  |
|  | 11 de octubre          | 11 de octubre    |               |                 | 14 de octubre | 14 de octubre |  |                 | 17 de octubre | 17 de octubre |  |
|  |                        |                  |               |                 |               |               |  |                 |               |               |  |
|  |                        |                  |               |                 |               |               |  |                 |               |               |  |
|  | China                  | 1                |               |                 |               |               |  |                 |               |               |  |
|  | China                  | 1                |               |                 |               |               |  |                 |               |               |  |
|  | Corea del Norte        | 2                |               |                 |               |               |  |                 |               |               |  |
|  | Corea del Norte        | 2                |               | Corea del Norte | 2             |               |  |                 |               |               |  |
|  |                        |                  |               | Corea del Norte | 2             |               |  |                 |               |               |  |
|  |                        |                  | Corea del Sur | 0               |               |               |  |                 |               |               |  |
|  | Japón                  | 2                | Corea del Sur | 0               |               |               |  |                 |               |               |  |
|  | Japón                  | 2                |               |                 |               |               |  |                 |               |               |  |
|  | Corea del Sur (TE)     | 3                |               |                 |               |               |  |                 |               |               |  |
|  | Corea del Sur (TE)     | 3                |               |                 |               |               |  | Corea del Norte | 3             |               |  |
|  |                        |                  |               |                 |               |               |  | Corea del Norte | 3             |               |  |
|  |                        |                  | Australia     | 2               |               |               |  |                 |               |               |  |
|  | Uzbekistán             | 1                | Australia     | 2               |               |               |  |                 |               |               |  |
|  | Uzbekistán             | 1                |               |                 |               |               |  |                 |               |               |  |
|  | Arabia Saudita         | 2                |               |                 |               |               |  |                 |               |               |  |
|  | Arabia Saudita         | 2                |               | Arabia Saudita  | 0             |               |  |                 |               |               |  |
|  |                        |                  |               | Arabia Saudita  | 0             |               |  |                 |               |               |  |
|  |                        |                  | Australia     | 2               |               |               |  |                 |               |               |  |
|  | Australia (TE)         | 4                | Australia     | 2               |               |               |  |                 |               |               |  |
|  | Australia (TE)         | 4                |               |                 |               |               |  |                 |               |               |  |
|  | Emiratos Árabes Unidos | 2                |               |                 |               |               |  |                 |               |               |  |
|  | Emiratos Árabes Unidos | 2                |               |                 |               |               |  |                 |               |               |  |
|  |                        |                  |               |                 |               |               |  |                 |               |               |  |

|                                     |
| Campeón Corea del Norte 3.er título |

## Clasificados
| Australia | Corea del Norte | Arabia Saudita | Corea del Sur |
| --------- | --------------- | -------------- | ------------- |

## Goleadores
| Jugador         | Selección              | Goles |
| --------------- | ---------------------- | ----- |
| Kerem Bulut     | Australia              | 7     |
| Ahmad Khalil    | Emiratos Árabes Unidos | 6     |
| Jong Il Gwan    | Corea del Norte        | 5     |
| Hiroshi Ibusuki | Japón                  | 4     |
| Takashi Usami   | Japón                  | 3     |
| Pak Song Chol   | Corea del Norte        | 3     |